# Aguriahana uncinata
Aguriahana uncinata är en insektsart som först beskrevs av Vilbaste 1965.  Aguriahana uncinata ingår i släktet Aguriahana och familjen dvärgstritar. Inga underarter finns listade i Catalogue of Life.